# Shola Shoretire
Shola Shoretire, né le 2 février 2004 à Newcastle upon Tyne en Angleterre, est un footballeur anglais qui évolue au poste d'ailier gauche au PAOK Salonique.

## Biographie

### Manchester United
Né à Newcastle upon Tyne en Angleterre, d'un père originaire du Nigeria, Shola Shoretire commence le football au Wallsend Boys Club (en). Il rejoint Manchester United à l'âge de 10 ans. Le 12 décembre 2018, il devient le plus jeune joueur à participer à un match de l'UEFA Youth League, à 14 ans et 314 jours, lors d'une victoire des Red devils contre les jeunes du Valence CF (2-1 score final).
Le 8 février 2021, il signe son premier contrat professionnel avec Manchester United. Le 21 février suivant, il joue son premier match en professionnel contre Newcastle United, en championnat. Il entre en jeu à la place de Marcus Rashford et son équipe s'impose par trois buts à un,. Le 25 février suivant il fait sa première apparition en coupe d'Europe à l'occasion d'une rencontre de Ligue Europa face à la Real Sociedad. Il entre en jeu à la place de Mason Greenwood et les deux équipes se neutralisent (0-0). Il devient ainsi le plus jeune joueur à participer à un match de coupe d'Europe pour Manchester United, à 17 ans et 23 jours, battant le record jusqu'ici détenu par Norman Whiteside. 
Au mois de mars 2021, il est élu joueur du mois de février en Premier League 2, le championnat des réserves. En mai 2021, Shoretire remporte le prix Jimmy Murphy Young Player of the Year, qui récompense le meilleur jeune joueur du club.
Le 8 décembre 2021, le nouvel entraîneur de Manchester United, Ralf Rangnick, le fait entrer en jeu face au Young Boys Berne en Ligue des champions. Les deux équipes se séparent sur un match nul ce jour-là (1-1),.

### Prêt à Bolton
Le 19 janvier 2023, Shola Shoretire est prêté jusqu'à la fin de la saison à Bolton Wanderers, club évoluant alors en League One.
Shoretire ne marque qu'un seul but pour Bolton, le 7 mai 2023, lors de sa dernière apparition pour le club, contre Bristol Rovers, en championnat. Titularisé, il ouvre le score et participe à la victoire de son équipe par trois buts à deux.

### Départ pour la Grèce
Le 30 juillet 2024, après avoir quitté libre Manchester United Shoretire s'engage libre au PAOK Salonique pour quatre ans.
Shoretire marque son premier but pour le PAOK le 30 octobre 2024, à l'occasion d'une rencontre de coupe de Grèce face au Aigáleo FC. Titularisé ce jour-là, il participe à la victoire de son équipe par trois buts à zéro.

### Carrière en équipe nationale
Shola Shoretire joue un match avec l'équipe d'Angleterre des moins de 18 ans, le 29 mars 2021 face au Pays de Galles. Il est titulaire et son équipe l'emporte par deux buts à zéro,.
Le 2 septembre 2021, il fait sa première apparition avec les moins de 19 ans à 17 ans, contre l'Italie. Il est titularisé lors de cette rencontre remportée par son équipe sur le score de deux buts à zéro,.

## Statistiques
| Saison                | Club                    | Championnat           | Championnat | Championnat | Championnat | Coupe nationale | Coupe nationale | Coupe nationale | Coupe de la Ligue | Coupe de la Ligue | Coupe de la Ligue | Compétition(s) continentale(s) | Compétition(s) continentale(s) | Compétition(s) continentale(s) | Compétition(s) continentale(s) | Total | Total | Total |
| Saison                | Club                    | Division              | M.          | B.          | P.d.        | M.              | B.              | P.d.            | M.                | B.                | P.d.              | Comp.                          | M.                             | B.                             | P.d.                           | M.    | B.    | P.d.  |
| 2020-2021             | Manchester United       | Premier League        | 2           | 0           | 0           | -               | -               | -               | -                 | -                 | -                 | C3                             | 1                              | 0                              | 0                              | 3     | 0     | 0     |
| 2021-2022             | Manchester United       | Premier League        | 1           | 0           | 0           | -               | -               | -               | -                 | -                 | -                 | C1                             | 1                              | 0                              | 0                              | 2     | 0     | 0     |
| 2023-2024             | Manchester United       | Premier League        | -           | -           | -           | -               | -               | -               | -                 | -                 | -                 | -                              | -                              | -                              | -                              | 0     | 0     | 0     |
| Sous-total            | Sous-total              | Sous-total            | 3           | 0           | 0           | -               | -               | -               | -                 | -                 | -                 | -                              | 2                              | 0                              | 0                              | 5     | 0     | 0     |
| 2022-2023             | Bolton Wanderers (prêt) | League One            | 16          | 1           | 2           | -               | -               | -               | -                 | -                 | -                 | -                              | -                              | -                              | -                              | 16    | 1     | 2     |
| Sous-total            | Sous-total              | Sous-total            | 16          | 1           | 2           | -               | -               | -               | -                 | -                 | -                 | -                              | -                              | -                              | -                              | 16    | 1     | 2     |
| 2024-2025             | PAOK Salonique          | Super League          | 12          | 1           | 0           | 3               | 2               | 0               | -                 | -                 | -                 | C3                             | 6                              | 0                              | 0                              | 21    | 3     | 0     |
| Sous-total            | Sous-total              | Sous-total            | 12          | 1           | 0           | 3               | 2               | 0               | -                 | -                 | -                 | -                              | 6                              | 0                              | 0                              | 21    | 3     | 0     |
| Total sur la carrière | Total sur la carrière   | Total sur la carrière | 31          | 2           | 2           | 3               | 2               | 0               | -                 | -                 | -                 | -                              | 8                              | 0                              | 0                              | 42    | 4     | 2     |

## Palmarès

### En club
- Manchester United
  - Vice-champion d'Angleterre en 2021.
  - Finaliste de la Ligue Europa en 2021.